# اوما جالسو (پونو)
اوما جالسو (به اسپانیایی: Uma Jalsu) یک کوه در پرو است که در Peru, Puno Region, El Collao Province واقع شده‌است. اوما جالسو ۵٬۰۰۰ متر بالاتر از سطح دریا واقع شده‌است.